# Uwe Wünsch
Pour les articles homonymes, voir Wunsch.
Uwe Wünsch (né le 15 février 1963 à Frankenberg ) est un ancien fondeur allemand.

## Palmarès

### Championnats du monde
| Épreuve / Édition | Oslo 1982 |
| 4 × 10 km         | Bronze    |

### Coupe du monde
- Meilleur classement final: 48e en 1983.
- Meilleur résultat: 12e